# Agnès Durdu
Agnès (Agny) Durdu, (geboren am 24. März 1964 in Clerf) ist eine luxemburgische Rechtsanwältin und Politikerin der Demokratischen Partei (DP). Sie war Bürgermeisterin von Wintger und von 1994 bis 2004 Mitglied des Parlaments des Landes. Sie war Mitglied des Staatsrates und von 2019 bis 2021 dessen Vorsitzende.

## Leben
Die am 24. März 1964 in Clerf geborene Durdu ist von Beruf Rechtsanwältin und besitzt ein Diplôme d’études approfondies, spezialisiert ist sie auf Europarecht. Sie lebt in der Ortschaft Heisdorf, die Kanzlei, in der sie tätig ist, befindet sich in der Landeshauptstadt.
Im Juni 2000 erhielt Durdu den Verdienstorden des Großherzogtums Luxemburg in der Klasse „Offizier“ verliehen. Am 7. April 2006 wurde sie anstelle des ausgeschiedenen Carlo Meintz zum Mitglied des Staatsrates ernannt. Vizepräsidentin war Durdu seit dem 19. Juni 2015, am 1. April 2019 übernahm sie von Georges Wivenes den Vorsitz des Gremiums. Ihr Mandat im Staatsrat endete im April 2021.

## Politik
Bei der Kommunalwahl im Oktober 1993 wurde Durdu in den Gemeinderat von Wintger gewählt und erhielt dabei überraschenderweise die meisten Stimmen, ab Januar 1994 war sie dort Bürgermeisterin. Das Amt musste Durdu 2004 wieder abgeben, sie blieb aber weiterhin Mitglied des Rates. Bei der Kommunalwahl 2011 zog sie letztmals in das Gremium ein, 2017 verzichtete sie auf eine erneute Kandidatur.
Bei der Kammerwahl im Juni 1994 kandidierte Durdu im Wahlbezirk Norden, landete aber, bei zwei von der DP dort gewonnenen Mandaten, hinter Charles Goerens und Emile Calmes auf dem dritten Platz. Als erste Nachrückerin konnte sie davon profitieren, dass Goerens nach der Europawahl im Oktober 1994 ins EU-Parlament wechselte, nachdem Lydie Polfer und Colette Flesch verzichtet hatten. Bei der Wahl 1999 rückte sie erneut für Goerens nach, da dieser in die Regierung wechselte und aufgrund der gesetzlichen Unvereinbarkeitsregelung sein Mandat hatte aufgeben müssen. Bei der Kammerwahl 2004 kam es im Norden zum dritten Mal zur gleichen Reihenfolge. Da die DP deutliche Verluste erlitt, aus der Regierung ausschied und sowohl Goerens als auch Calmes ihr Abgeordnetenmandat wahrnahmen, blieb Durdu der Einzug in die Kammer verwehrt.
Im Oktober 2004 wurde Durdu zur neuen Generalsekretärin ihrer Partei gewählt, hier konnte sie sich gegen Eugène Berger durchsetzen. Sie galt als Hoffnungsträgerin im Rahmen einer personellen Erneuerung, die auf das Wahlergebnis der Kammerwahl folgte. Das Amt gab sie nach etwas mehr als einem Jahr wieder ab, nachdem sie für den Staatsrat nominiert worden war. Ihre Nachfolge trat der bisherige Vizepräsident Georges Gudenburg an. Bei der Wahl 2009 landete Durdu dann nur noch auf Platz sieben, anschließend verzichtete sie auf weitere Kandidaturen.